# Heinz Drache (Maler)
Max Siegfried Heinz Drache (* 6. Februar 1929 in Dresden; † 26. April 1989 in Radebeul) war ein deutscher Maler und Grafiker.

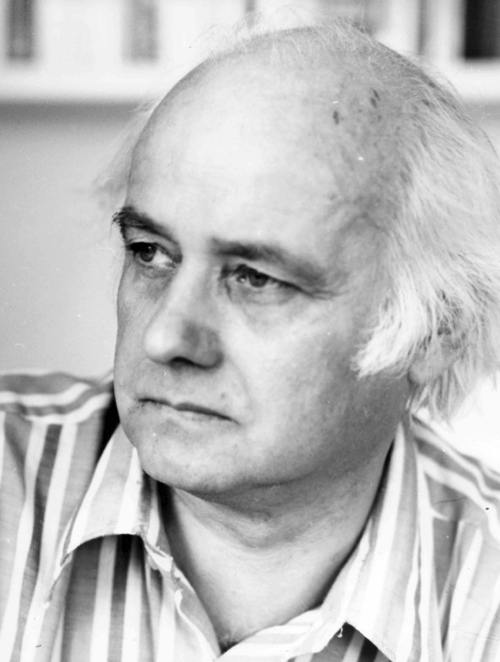
Heinz Drache – Maler und Grafiker 1978

## Leben
Heinz Drache studierte von 1948 bis 1953 an der Hochschule für Bildende Künste Dresden bei Hans Theo Richter, Josef Hegenbarth, Fritz Dähn und Max Erich Nicola, die nächsten zwei Jahre schloss sich eine Aspirantur bei Heinz Lohmar an.
Drache war ab 1953 als freischaffender Künstler Mitglied des Verbandes Bildender Künstler der DDR. Von 1959 bis 1981 arbeitete er als Filmszenenbildner beim DEFA-Studio für Trickfilme in Dresden. Unter anderem schuf er 1965 die Hintergründe für den Trickfilm Der fliegende Großvater.

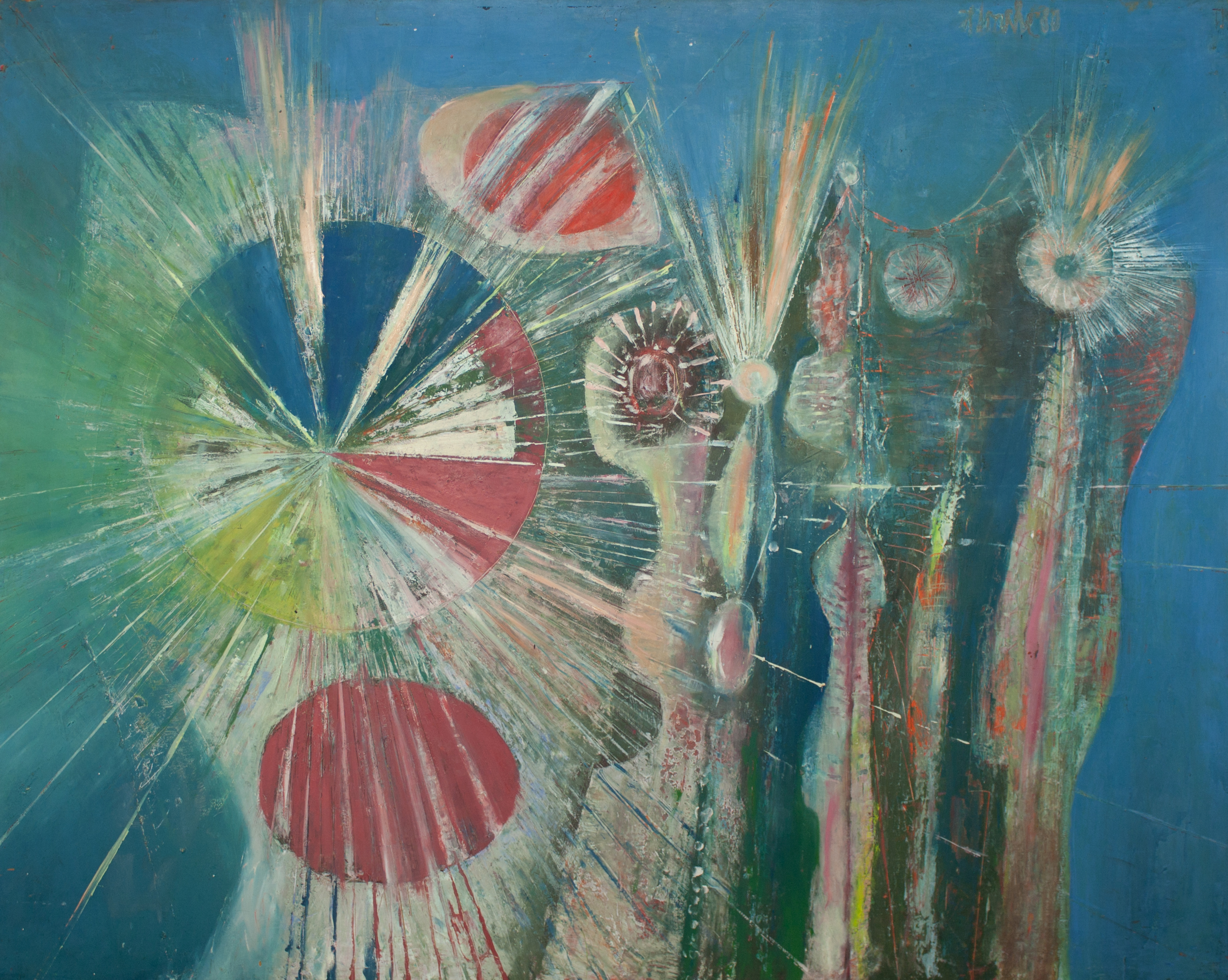
Strahlendes (Ölgemälde 1980)

Ab 1981 arbeitete Drache wieder freischaffend, er schuf seine Werke in seinem Atelier in Radebeul-Oberlößnitz, in der heute denkmalgeschützten Villa Eduard-Bilz-Straße 31. Neben Grafiken und Gemälden schuf er zahlreiche Wandbilder in Betrieben, an Schulen und anderen öffentlichen Gebäuden, so zum Beispiel der Lagerhalle des VEB Kaffee und Tee, der Mittelschule Oberlößnitz sowie mit Walter Rehn im Dresdner Kulturpalast. Drache hatte eine große Zahl von Einzelausstellungen und Beteiligungen an Gruppenausstellungen.
Drache erhielt 1956 anlässlich der 750-Jahr-Feier den Kunstpreis der Stadt Dresden sowie 1983 den Kunstpreis der Stadt Radebeul. Weitere Auszeichnungen waren 1957 die Bronzemedaille der Internationalen Kunstausstellung in Moskau, 1969 die Medaille der Erbauer des Dresdner Stadtzentrums sowie 1973 und 1979 der Goldene Lorbeer des Fernsehens der DDR.

## Museen und öffentliche Sammlungen mit Werken Draches (unvollständig)
- Berlin: Alte Nationalgalerie
- Dresden: Galerie Neue Meister[4]
- Dresden: Kupferstichkabinett[4]
- Dresden: Sächsischer Kunstfonds[4]
- Dresden: Stadtmuseum
- Radebeul: Städtische Kunstsammlung
- Rostock: Kunsthalle Rostock

## Ausstellungen (unvollständig)

### Einzelausstellungen
- 1982: Görlitz, Galerie am Schönhof (Malerei und Grafik)

### Teilnahme an zentralen und wichtigen regionalen Ausstellungen in der Zeit der Sowjetischen Besatzungszone bzw. der DDR
- 1946: „Heimat + Arbeit“, Dippoldiswalde

- von 1953 bis 1983: Dritte bis Fünfte Deutsche Kunstausstellung und IX. Kunstausstellung der DDR in Dresden
- 1957, 1959, 1961, 1966, 1972, 1974, 1979 und 1985: Bezirkskunstausstellung Dresden
- 1951: Internationale Kunstausstellung Berlin
- 1957: Internationale Kunstausstellung Moskau
- 1959: Mit unserem neuen Leben verbunden. Zehn Jahre bildende Kunst in der DDR, Deutsche Akademie der Künste, Berlin
- 1957 und 1960: Junge Künstler der DDR, Berlin
- 1961: Junge Künstler. Malerei. Deutsche Akademie der Künste Berlin
- 1969: Architektur und Bildende Kunst, Berlin
- 1980: Gouachen und Temperablätter, Leipzig
- 1985: Musik in der bildenden Kunst, Berlin
- 1985: Dresden – Bekenntnis und Verpflichtung
- 1986: Miniaturen in der DDR, Fürstenwalde